# Paramotore

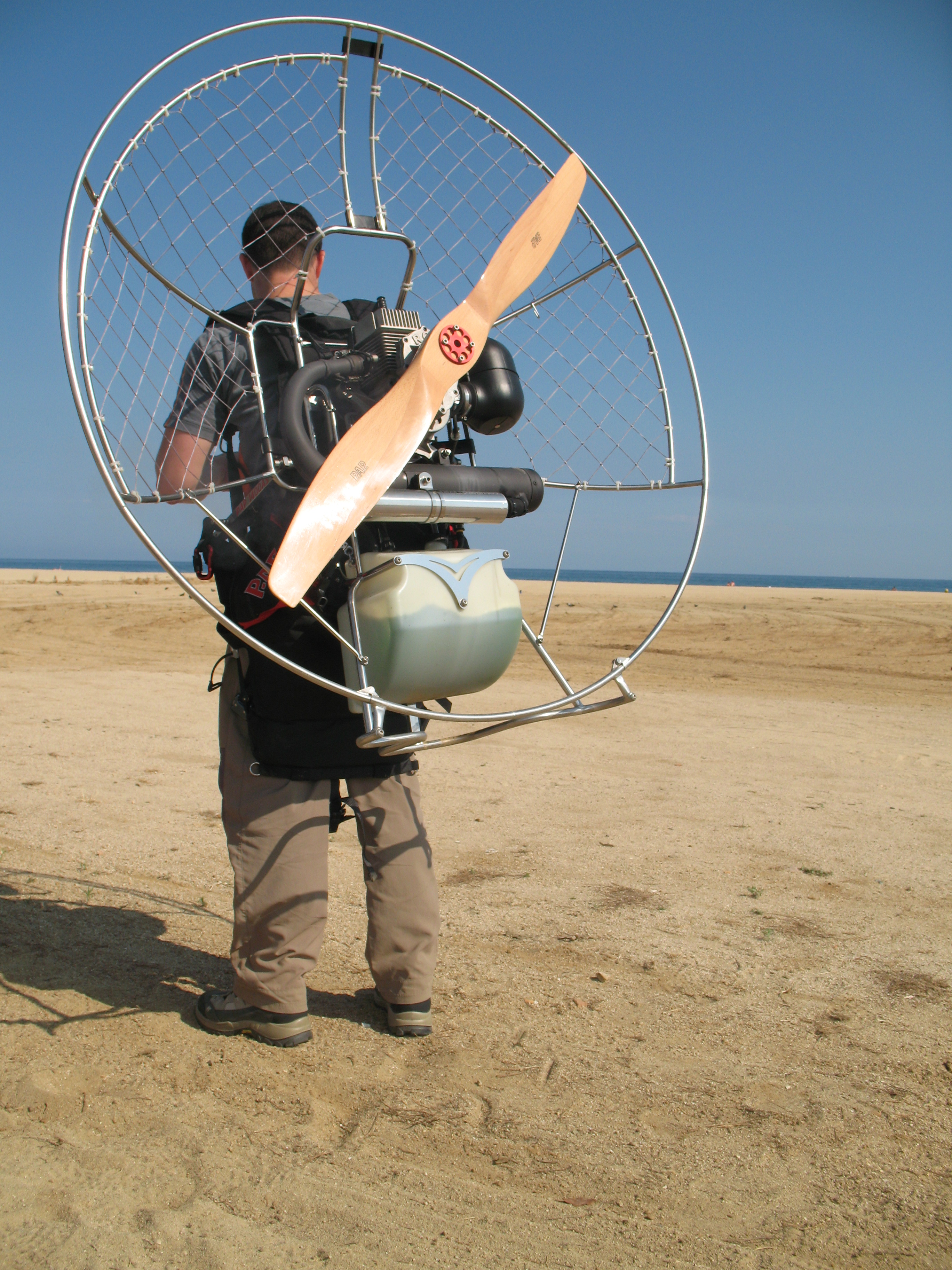
Propulsore di un paramotore

Il parapendio a motore o, più semplicemente, paramotore o anche ala a motore, nasce come apparecchio aerosportivo alla fine degli anni ottanta. Similmente alla evoluzione del deltaplano da volo libero cui, nel 1979, vennero applicate le prime motorizzazioni, all'ala flessibile (chiamata anche vela) del parapendio fu abbinato l'uso di un propulsore, che consente il decollo in pianura liberando il pilota dalla necessità del decollo da pendio. Il motore, con relativa elica propulsiva, è alloggiato su un telaio che è collocato a mo' di zaino sulle spalle del pilota. Al telaio è anche agganciata la velatura tramite due moschettoni collegati alle bretelle della vela. Il pilotaggio è in tutto simile a quello del parapendio da volo libero.
È il mezzo volante più economico e pratico esistente attualmente. Ha avuto, come logico, la massima diffusione nelle zone con vaste pianure. L'Italia è leader mondiale nella sua produzione, anche se la diffusione maggiore è negli USA e in alcuni stati europei come la Francia e la Spagna. La sua attività agonistica è gestita e regolamentata dalla FAI (Fédération Aéronautique Internationale) nella categoria Microlight-New Classes e partecipa alle competizioni internazionali come categoria a sé stante. Negli ultimi anni anche alcune Forze Armate si sono dotate di questo mezzo per i loro reparti speciali.
Il paramotore, nella versione più semplice e più conosciuta, permette il decollo e l'atterraggio con una semplice rincorsa a piedi (PPG) e, con opportuni accessori, può permettere il trasporto di un passeggero o di un allievo per l'istruzione. Una variante del paramotore, chiamata paracarrello, è dotata di ruote che sostituiscono la necessità di correre a piedi, a scapito però della semplicità costruttiva, della trasportabilità e della leggerezza.
I motori del paramotore sono a due tempi, preferiti per il miglior rapporto potenza/peso, con cilindrata compresa tra gli 80 ed i 250 cm³, in grado di esprimere potenze dai 13 ai 30 hp. Abbinati ad un'elica dal diametro tra i 60 ed i 130 cm, la spinta statica è compresa tra i 30 e gli 80 kg. Il paracarrello è un mezzo più pesante, a volte dotato di motori a 4 tempi e le potenze possono arrivare a 50 Hp.
Può viaggiare a velocità comprese tra i 20 ed i 65 km/h, quindi con tutti i vantaggi e gli svantaggi del volo lento. È, infatti, in grado di decollare ed atterrare in spazi limitati, dell'ordine di pochi metri e può tranquillamente effettuare voli radenti. 
Per la legislazione italiana è considerato un apparecchio per il Volo da Diporto Sportivo (VDS) provvisto di motore, che è regolamentato dalla Legge 106/85 e suoi Decreti applicativi.

## Galleria d'immagini

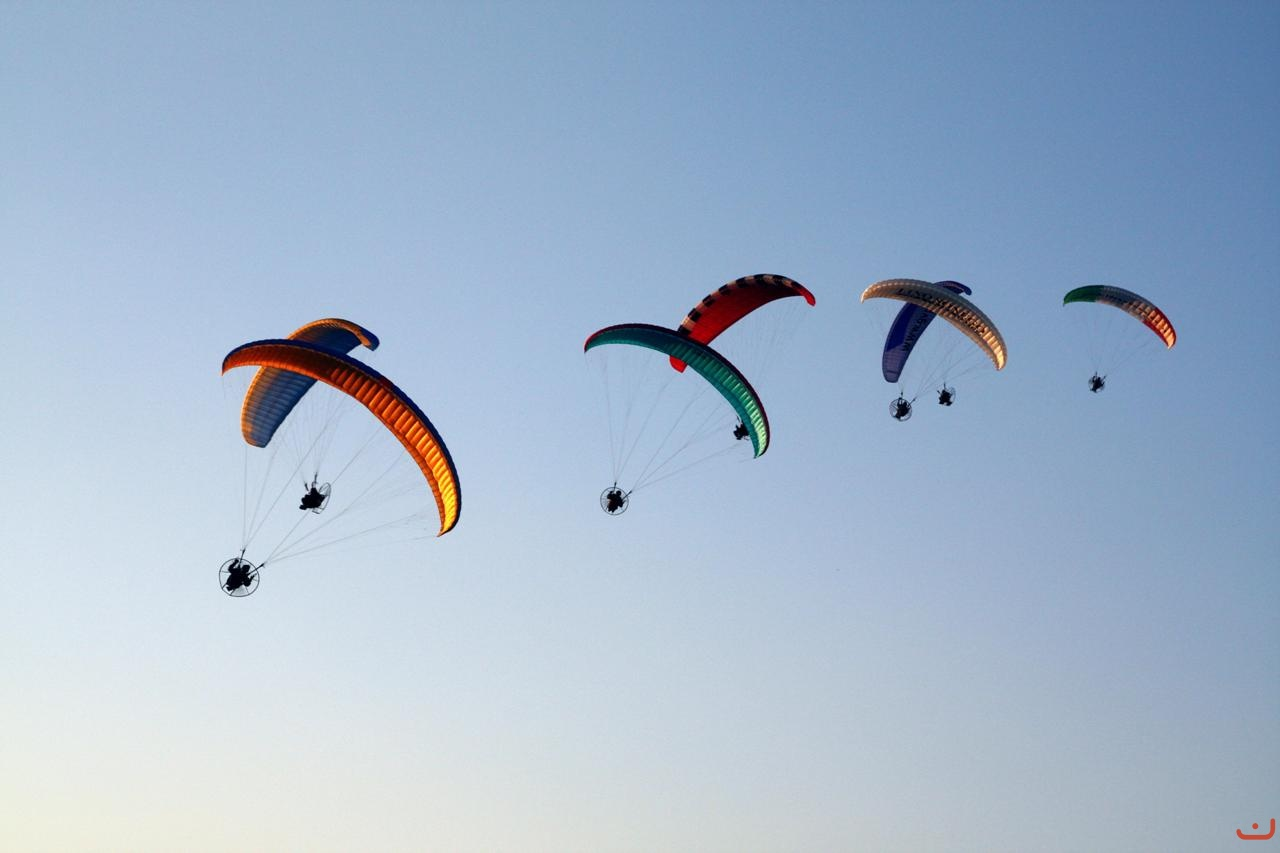
Pattuglia Audaci, volo in formazione ai World Air Games 2009 a Torino
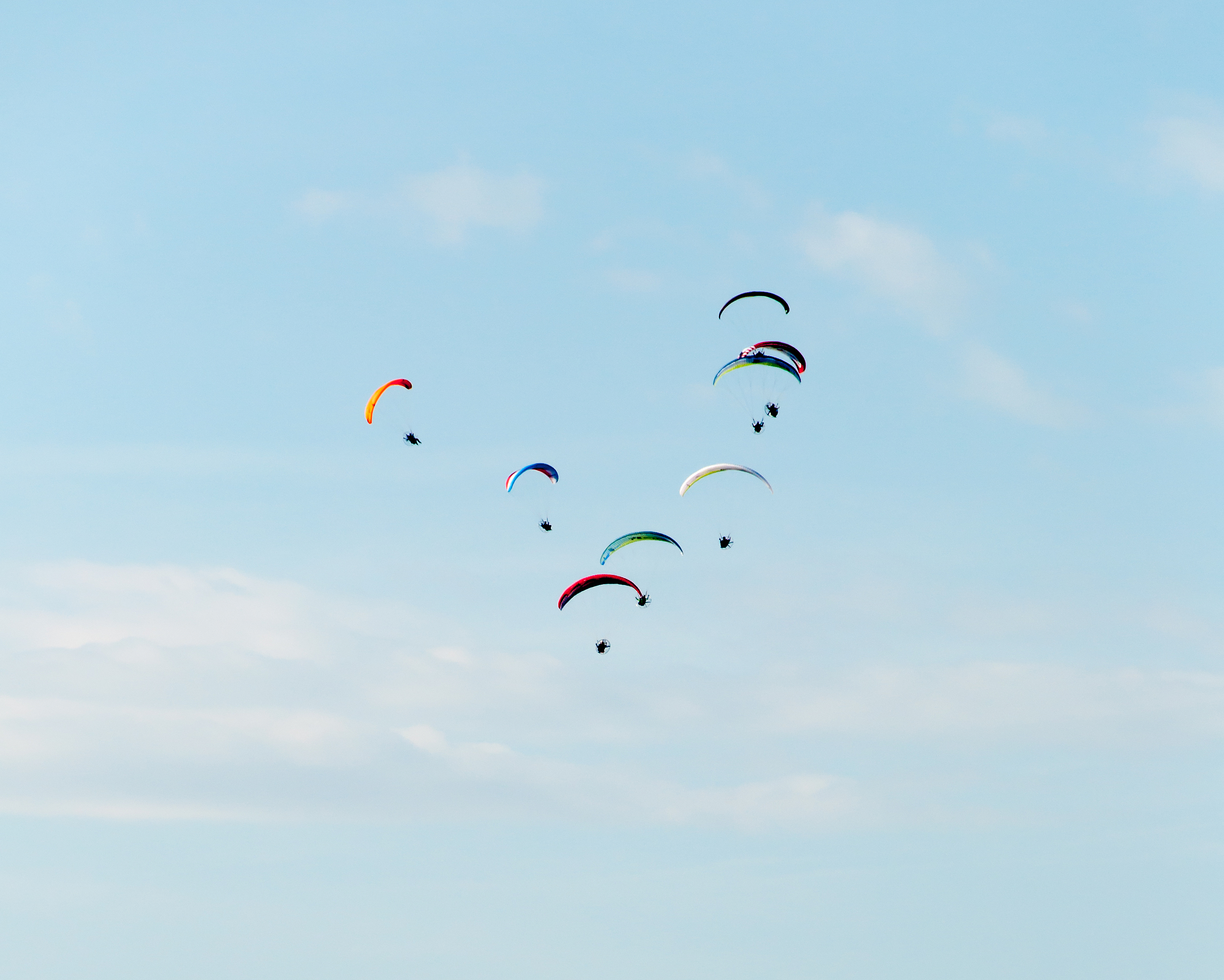
Paramotore in formazione a Slalomania 2015 (Italia)
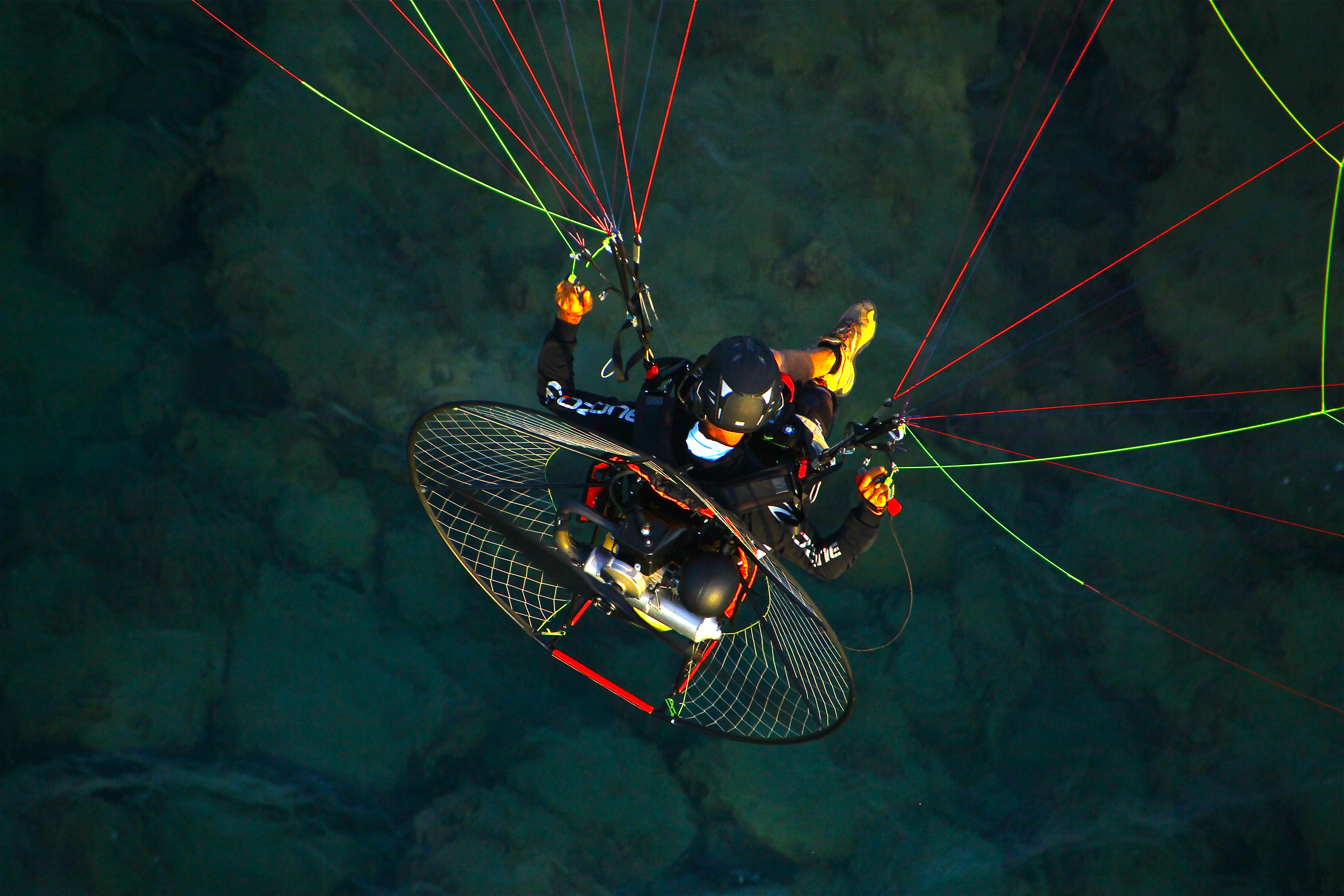
Paramotore in volo all'isola di Preveza (Grecia)
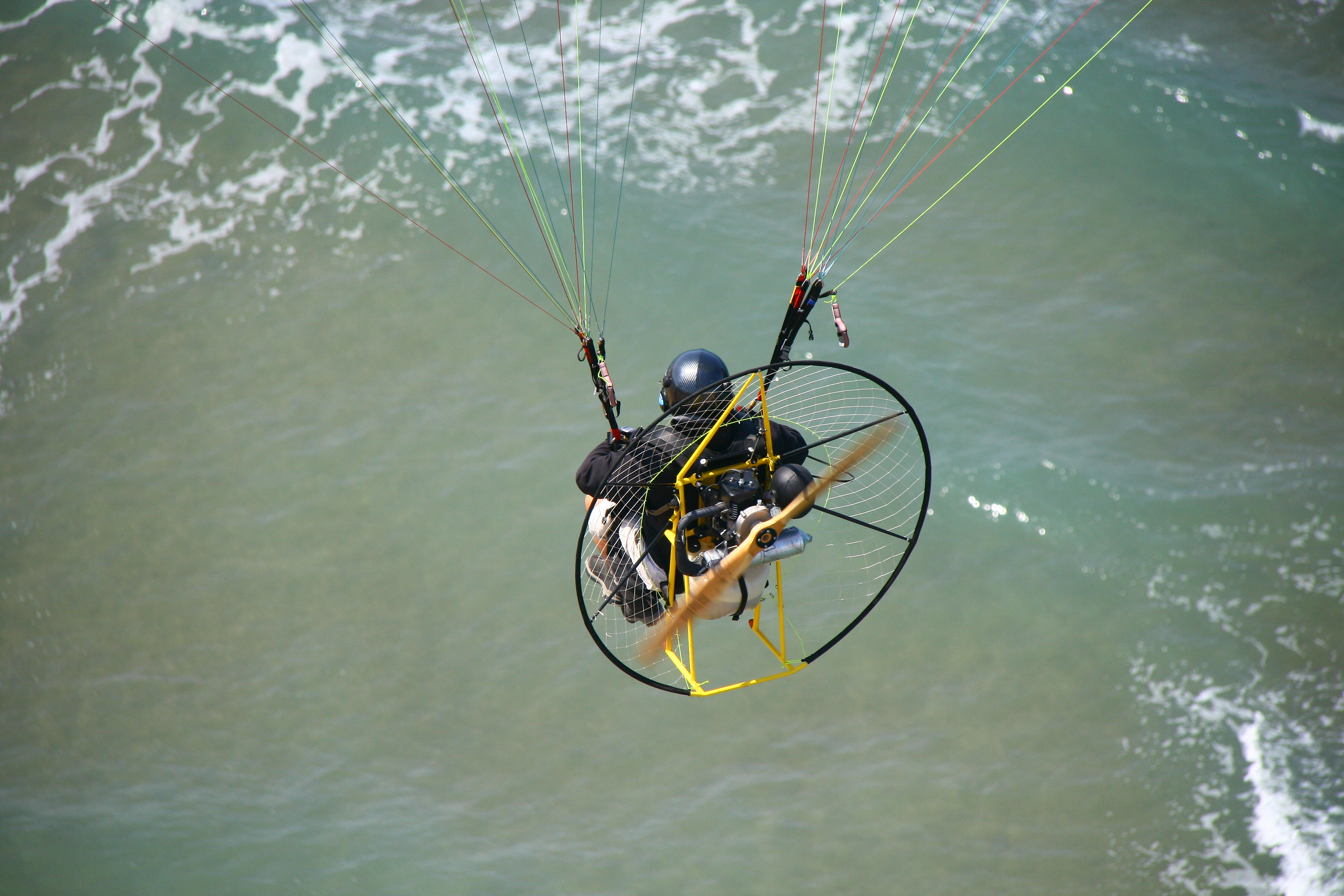
Paramotore in volo sulla costa ovest del Peloponneso (Grecia)
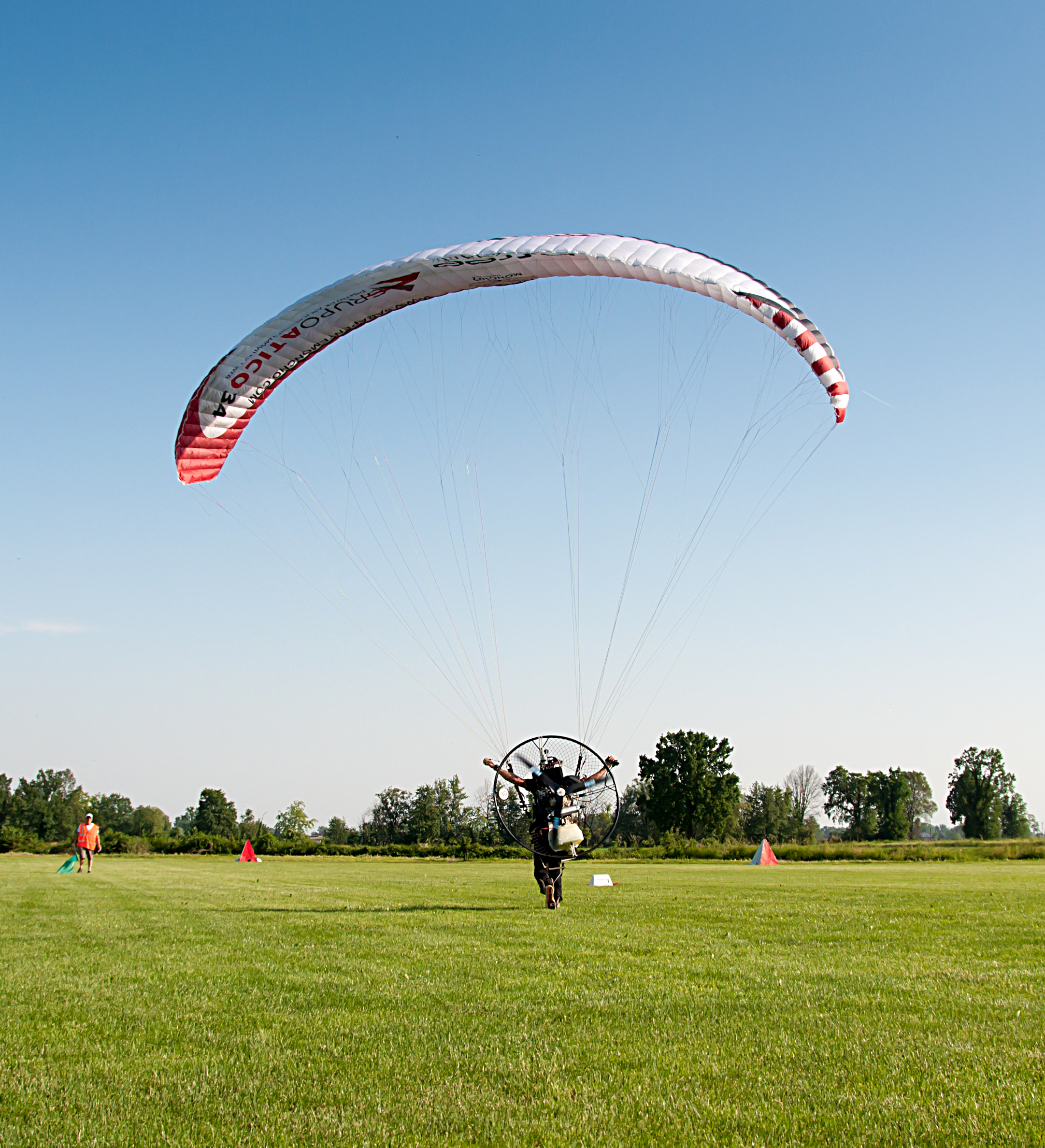
Paramotore in decollo